# Ken MacLeod
Ken MacLeod (ur. 2 sierpnia 1954 w Stornoway) – szkocki pisarz science fiction, obecnie mieszka w Gourock. Ukończył studia na Uniwersytecie w Glasgow z tytułem zoologa. Pracował jako programista komputerowy. Od 1997 roku zawodowo zajmuje się pisaniem książek, jest autorem siedemnastu powieści, jest laureatem nagród BSFA i Prometeusza.
W swoich powieściach często eksploruje tematykę socjalizmu, komunizmu i anarchizmu. Jest przedstawicielem nowego pokolenia brytyjskich pisarzy science fiction, skupionych na hard science fiction i space operach.

## Publikacje

### Cykl Fall Revolution
- The Star Fraction(inne języki) (1995) – nagroda Prometeusza 1996
- The Stone Canal (1996) – nagroda Prometeusza 1998
- The Cassini Division (1998; wyd. polskie Dywizja Cassini, Amber 1999) – nominacja do nagrody Nebula 1999
- The Sky Road(inne języki) (1999) – nagroda BSFA dla najlepszej powieści 1999, nominacja do nagrody Hugo 2001

Cykl został wydany jako dwa tomy:
1. Fractions: The First Half of the Fall Revolution (2009; wydanie US ISBN 0-7653-2068-1)
2. Divisions: The Second Half of the Fall Revolution (2009;wydanie US ISBN 0-7653-2119-X)

### Trylogia Engines of Light
- Cosmonaut Keep(inne języki) (2000) – nominacja do nagrody Hugo 2002
- Dark Light (2001)
- Engine City (2002)

### Trylogia The Corporation Wars
- Dissidence (2016)
- Insurgence (2016)
- Emergence (2017)

### Cykl Lightspeed
- Beyond the Hallowed Sky (2021)
- Beyond the Reach of Earth (2023)
- Beyond the Light Horizon (2024)[3]

### Pozostałe dzieła
- Newton's Wake: A Space Opera (2004)
- Learning the World (2005) – nagroda Prometeusza 2006, nominacja do nagrody Hugo 2006
- The Execution Channel (2007; wydanie UK ISBN 1-84149-348-1 ISBN 978-1841493480) – nominowana do nagrody BSFA 2007[4] oraz nagrody Clarke’a 2008[5]
- The Night Sessions (2008; wydanie UK ISBN 1-84149-651-0 ISBN 978-1841496511) – nagroda BSFA 2008[5]
- The Restoration Game (2010)
- Intrusion (2012)
- Descent (2014)
- Selkie Summer (2020)[6]
- A Jura for Julia (2024)[7] - zbiór opowiadań

### Inne prace
- The Web Cydonia (1998) – opowiadanie
- Poems & Polemics (2001; Rune Press: Minneapolis, MN) – zbiór esejów i poezji.
- The Human Front (2002) – opowiadanie
- Giant Lizards From Another Star (2006; wydanie US ISBN 1-886778-62-0)
- The Highway Men (2006) – opowiadanie
- Who's Afraid of Wolf 359? (2007) – opowiadanie, nominacja do Hugo za najlepszą miniaturę literacką
- Ms Found on a Hard Drive (2007) – opowiadanie
- A Tulip for Lucretius (2009) – opowiadanie
- The Vorkuta Event (2011) – opowiadanie
- Earth Hour (2011) – opowiadanie
- The Entire Immense Superstructure': An Installation (Reach for Infinity, 2014)